# Презумпція ринкової ціни угоди
Презумпція ринкової ціни угоди — ціна товарів (робіт, послуг), визначена сторонами договору є звичайною ціною і якщо не доведено зворотне, вважається, що така звичайна ціна відповідає рівню ринкових цін.  
За певних умов звичайна ціна угоди може не відповідати ринковій ціні або бути відсутньою внаслідок впливу на неї різних чинників. Тому в Податковому кодексі України презумпція ринкової ціни угоди сформульована як спростовувана презумпція, спростування якої можливе органами державної податкової служби. Відповідно до пункту 39.14 статті 39 Податкового кодексу України обов'язок доведення того, що ціна договору не відповідає рівню звичайної ціни, покладається на орган державної податкової служби. Під час проведення перевірки платника податку орган державної податкової служби має право надати запит, а платник податків зобов'язаний обґрунтувати рівень договірних цін або послатися на презумпцію ринкової ціни угоди.
Презумпція ринкової ціни угоди може бути спростована лише у передбачених Податковим кодексом України випадках при наявності визначених підстав. Спростування презумпції ринкової ціни угоди згідно зі статтею 39 Податкового кодексу України можливе лише у разі здійснення платником податків:
- бартерних операцій;
- операцій з пов'язаними особами;
- операцій з платниками податків, що застосовують спеціальні режими оподаткування, або інші ставки, ніж основна ставка податку на прибуток, або не є платником цього податку, крім фізичних осіб, які не є суб'єктами підприємницької діяльності.

Підставою для спростування презумпції ринкової ціни угоди є відхилення договірних цін у податковому обліку платника податків у бік збільшення або зменшення від звичайних цін на 20% і більше.
У випадку спростування презумпції ринкової ціни угоди орган державної податкової служби здійснює донарахування податкового зобов'язання з використанням непрямих методів визначення податкового зобов'язання.